# Diego Ares
Diego Ares (Santos, 29 de setembro de 1986) é um ciclista brasileiro.
Foi o vencedor da classificação de montanha da Volta Ciclística de São Paulo de 2011, vencendo também a etapa 7 desta e sendo o 4º lugar na classificação geral.
Em 2013, assinou com a equipe continental austríaca Team Vorarlberg, a qual passou a defender a partir de março. Durante a experiência pela equipe europeia, alcançou seu melhor resultado no Tour of China I, no qual terminou em 14º na classificação geral. Retornou ao Brasil em 2014, voltando a competir pela GRCE Memorial - Prefeitura de Santos.

## Principais resultados
2009
6º - Classificação Geral da Volta Ciclística de Campos
2010
10º - Prova Ciclística 9 de Julho
2011
4º - Classificação Geral da Volta de Ciclismo Internacional do Estado de São Paulo 2011
1º  Classificação de Montanha
1º - Etapa 7
2012
1º - Volta Cidade Morena
5º - Classificação Geral do Giro Memorial A Tribuna
10º - Classificação Geral da Volta Ciclística de São Paulo
2013
14º - Tour da China I
2014
3º - Classificação Geral do Giro do Interior de São Paulo
9º - Classificação Geral da Volta Internacional do Rio Grande do Sul